# 下之坊 (富士宮市)
下之坊（しものぼう）は、静岡県富士宮市に所在する日蓮正宗の寺院。山号は大日蓮華山（だいにちれんげさん）。

## 起源と歴史
- 1289年（正応2年） - 第2祖日興により建立される。開基檀那は南条時光である。
- 1290年（正応3年）10月13日 - 日興は大石寺大坊へと移られる。
- 1333年（元弘3年）以降 第3祖日目墓所が築かれる。
- 1665年（寛文5年） - 第19世法主日舜により再興される。
- 1787年（天明7年） - 第39世法主日純により現在地に移転される。
- 1946年（昭和21年） - 火災により焼失、再建される。
- 1973年（昭和48年） - 現本堂新築落成入仏式が行われる。

## 所在地
- 静岡県富士宮市下条2021

## 寺院の特徴
- 大石寺の落成により、大石寺を「上の御坊」に対して下の御坊と呼ばれるようになったと言われ、下之坊の名称もそれに由来する。
- 第3祖日目の御正墓がある。
- 下之坊の御会式は毎年日目の月遅れの祥月命日の12月15日に御法主の大導師より奉修される。

## 寺院周辺
- 青木発電所
- 上野幼稚園

## 交通アクセス
- 身延線西富士宮駅から車で10分